# 米蘭德拉體育俱樂部
米蘭德拉體育俱樂部(Sport Clube de Mirandela)是一支位於葡萄牙米蘭德拉的職業足球會，目前於葡萄牙足球地區錦標聯賽角逐。

## 榮譽
- 葡萄牙足球丙級聯賽, A組:     2007/08, 2010/11

## 外部連結
- Official website （葡萄牙文）